# TransDigm Group
TransDigm Group est un équipementier aéronautique américain, spécialisé notamment dans la production de systèmes d'allumage pour moteurs. 
TransDigm se classait en 2023 au 41e rang mondial pour la production d'armement.

## Historique
L'entreprise est créé en 1993. 
En mai 2016, TransDigm annonce l'acquisition de ILC Holdings, maison mère de Data Device Corp, à Behrman Capital pour 1 milliard de dollars.
En octobre 2018, TransDigm annonce l'acquisition d'Esterline Technologies, spécialisée dans la fabrication de cockpit et de capteurs pour l'industrie militaire, pour 3,6 milliards de dollars.